# Dash & Lily
Dash & Lily je americký romantický a komediální seriál, který vytvořil Joe Tracz na základě knihy Dash & Lily: Kniha přání od Davida Levithana a Rachel Cohn. Titulní role ztvárnili Austin Abrams a Midori Francis. Tento osmidílný seriál měl premiéru na Netflixu 10. listopadu 2020.

## O seriálu
Sedmnáctiletý Dash nenávidí Vánoce. Několik dní před Vánocemi zavítá do svého oblíbeného knihkupectví, kde nalezne červený zápisník. Ze zvědavosti ho otevře a nalezne tam úkoly, které mu zadává tajemná dívka. Dash jí odpoví, pomocí zápisníku si začnou zadávat úkoly a postupně se mezi nimi vyvíjí vztah. 

## Obsazení
| Austin Abrams           | Dash                                           |
| Midori Francis          | Lily                                           |
| Dante Brown             | Bommer, Dashův kamarád                         |
| Troy Iwata              | Langston, starší bratr Lily                    |
| Keana Marie             | Sofia, Dashova bývalá přítelkyně               |
| Michael Cyril Creighton | elf Jeff                                       |
| Patrick Vaill           | Mark, knihkupec                                |
| William Hill            | Santa Claus / strejda Sal                      |
| Leah Kreitz             | Aryn                                           |
| Ianne Fields Stewart    | Roberta                                        |
| Agneeta Thacker         | Priya, nejlepší kamarádky Sofie                |
| James Saito             | Arthur Mori, dědeček Lily a Langstona          |
| Gideon Emery            | Adam, otec Lily a Langstona                    |
| Jennifer Ikeda          | Grace, matka Lily a Langstona                  |
| Diego Guevara           | Benny, Langstonův přítel                       |
| Glenn McCuen            | Edgar Thibaud, nepřítel Lily ze základní školy |
| Jodi Long               | paní Basil E., teta Lily a Langstona           |
| Michael Park            | Gordon, Dashův otec                            |
| Trevor Braun            | Yohnny, židovský americký teenager             |
| Nick Jonas              | ztvárnil sám sebe                              |
| Jonas Brothers          | ztvárnili sebe sami                            |

## Seznam dílů
| Č. v seriálu | Č. v řadě | Původní název  | Český název   | Režie             | Scénář       | Zveřejnění na Netflixu |
| ------------ | --------- | -------------- | ------------- | ----------------- | ------------ | ---------------------- |
| 1            | 1         | Dash           | Dash          | Brad Silberling   | Joe Tracz    | 10. listopadu 2020     |
| 2            | 2         | Lily           | Lily          | Brad Silberling   | Joe Tracz    | 10. listopadu 2020     |
| 3            | 3         | Hanukkah       | Chanuka       | Pamela Romanowsky | Carol Barbee | 10. listopadu 2020     |
| 4            | 4         | Cinderella     | Popelka       | Pamela Romanowsky | Carol Barbee | 10. listopadu 2020     |
| 5            | 5         | Sofia & Edgar  | Sofia a Edgar | Fred Savage       | Lauren Moon  | 10. listopadu 2020     |
| 6            | 6         | Christmas Eve  | Štědrý večer  | Fred Savage       | Harry Tarre  | 10. listopadu 2020     |
| 7            | 7         | Christmas      | Vánoce        | Fred Savage       | Rachel Cohn  | 10. listopadu 2020     |
| 8            | 8         | New Year's Eve | Silvestr      | Fred Savage       | Scott Frank  | 10. listopadu 2020     |